# Panará
Los panará, también conocidos como Krenakore, Kreen-akarore o kayapó del sur, son un pueblo indígena que habita el norte del estado brasileño de Mato Grosso y el sur de Pará, más precisamente en la Tierra Indígena Panará (Guarantã do Norte MG e Altamira PA) y en el Parque Indígena de Xingu. Hablan una lengua propia de la familia Ye. En ese idioma, "panará" significa "gente", “seres humanos”; "kreen akarore" significa "los del cabello cortado en redondo".

## Historia

### Orígenes
Según Pinto y Martinelli "Los Panará son los últimos descendientes de los Kayapó del Sur, un numeroso grupo que, en el siglo XVIII, habitaba una extensa área en el centro de Brasil, desde el norte de São Paulo, Triángulo Minero y sur de Goiás hasta el este de Mato Grosso, este y sureste de Mato Grosso do Sul". Su casi exterminio fue realizado por los colonizadores desde la época colonial portuguesa. En el siglo XIX eran considerados casi extintos, excepto algunos grupos del Triángulo Minero. Los Hermanos Villas-Bôas encontraron algunos grupos en el norte do Mato Grosso, donde hoy queda la parte sur del Parque Indígena do Xingu.

### Contacto
Fueron contactados por los hermanos Villas-Bôas en 1973, después de cinco años de tentativas de aproximación. La colonización empresarial agrícola causó una rápida queda demográfica: de los casi 600 indios contactados por los Villas Boas, apenas sobrevivieron 79. La carretera BR-163 Cuiabá-Santarém también contribuyó para la desastrosa retirada de los Panará para dentro do Parque indígena do Xingu.
En 1995, 158 Panarás sobrevivientes retornaron a parte de sus antiguos dominios, próximos a los valles de Peixoto de Azevedo. Los hacendados y mineros de oro habían derribado bosques y contaminado ríos.  Los panarás decidieron renunciar al 75% de su territorio, para evitar confrontaciones con los colonos y reivindicaron sólo el área sin ocupantes en las cabeceras de los ríos Iriri e Ipiranga, en la frontera entre Pará e Mato Grosso. Fue un hito histórico entre los pueblos originarios brasileños, ya que era la primera vez que una etnia indígena conseguía ante la justicia la recuperación de la posesión de parte de sus antiguas tierras.
Em 1° de noviembre de 1996, el ministro da Justicia declaró la "posesión permanente de los indígenas de la Tierra Indígena Panará". En 2003, el Poder Judicial reconoció a los panarás el derecho de indemnización por los daños sufridos por causa de la falta contacto y de la transferencia forzada de su territorio en razón de la construcción de la carretera BR-163 y por los daños morales decorrentes de las acciones del Estado.